# Ramalho Júnior
António Monteiro Ramalho Júnior (Barqueiros, 1859 — Figueira da Foz, 30 de Setembro de 1916), mais conhecido como Ramalho Júnior, foi um pintor português.
Pertenceu ao primeiro Naturalismo e foi membro iniciador do "Grupo do Leão", conhecido também por António Ramalho, ou simplesmente Ramalho, pintor.
Discípulo, na Academia de Belas Artes de Lisboa, de Tomás da Anunciação e Silva Porto.

## Biografia
António Ramalho Júnior foi muito novo para o Porto onde trabalhou como marçano, mas o sonho de ser artista levou-o para Lisboa onde frequentou a Real Academia de Bellas Artes de Lisboa. Ao contrário de Tomás da Anunciação, António da Silva Porto incentivou-o a prosseguir a carreira de pintor. Com Columbano Bordalo Pinheiro organizou, em 1880, uma exposição que obteve grande êxito. Em 1882 o Marquês da Praia e Monforte concedeu-lhe uma pensão para estudar em Paris, onde permaneceu dois anos.
Bolseiro em Paris, 1882, onde trabalha como discípulo de Cabanel, e praticou a pintura de género, o retrato e também a pintura de ar-livre. Dessa altura é o quadro "Chez mon voisin" ou "O Lanterneiro" que envia para Lisboa como prova de pensionato. Participa no Salon em 1883 e 1885.
Regressa a Portugal em 1884. Retoma o convívio com os seus camaradas do Grupo do Leão, com quem já havia integrado a 1ª Exposição de Quadros Modernos em 1881.

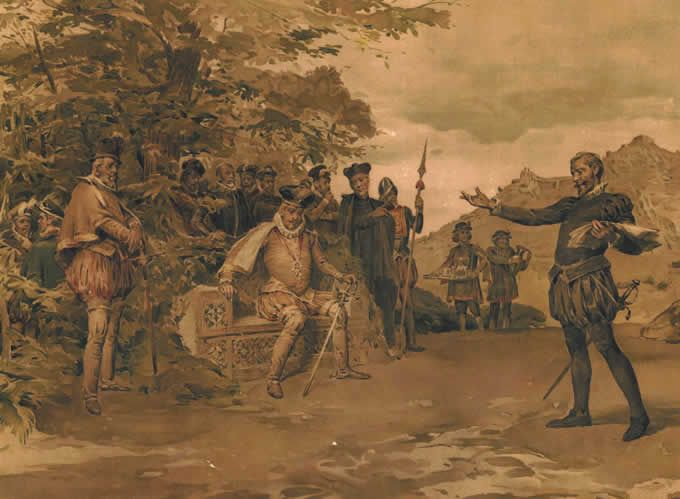
Ramalho Júnior: Camões lendo os Lusíadas a D. Sebastião (entre 1893 e 1916).

Expõe na Sociedade Promotora de Belas Artes desde 1880 (Medalha de Prata em 1887).
Igual galardão é-lhe conferido na Exposição Industrial de 1888.
Participa activamente nas mostras do Grémio Artístico (Medalha de Prata em 1897).
Posteriormente, estará presente nas exposições da Sociedade Nacional de Belas Artes.
Além das suas qualidades como pintor, são reconhecidas as participações na decoração de inúmeros edifícios públicos e privados.
Na área da imprensa, encontra-se colaboração da sua autoria no jornal humorístico O António Maria (1879-1885;1891-1898).
Morreu subitamente na Figueira da Foz enquanto trabalhava na decoração do palacete do sr. Joaquim Sottomayor.